# Алінаускене Людмила Леонідівна
Алінаускене Людмила Леонідівна (22 червня 1944, Харитонівка — червень 2007) — українська архітекторка-реставраторка.

## Біографія
Народилась 22 червня 1944 року в селі Харитонівка Срібнянського району Чернігівської області. Батько — Леонід Ступницький, у подальшому редактор газети «Вільна Україна». Родина проживала в Золочеві Львівської області, в Києві, від 1951 року — у Львові. 
До 1961 року навчалась у львівській середній школі № 18. 1967 року закінчила Інженерно-будівельний факультет Львівського політехнічного інституту. Виїхала до Литви, де працювала в Каунаській філії Інституту реставрації пам'яток Литовської РСР. 1976 року повернулась до Львова. 
Працювала на посаді старшої архітекторки, а у 1989—1996 роках — провідної архітекторки АРМ-2 інституту «Укрзахідпроектреставрація».
1996 року відзначена Державною премією в галузі архітектури у складі авторського колективу, який працював над реставрацією костелу Івана Хрестителя у Львові.

## Роботи
- Реставрація Поморянського замку. 1978 рік, спільно з Л. Дмитровичем.[3]
- Проєкт реставрації костелу Івана Хрестителя у Львові. Згідно з ним з бокових фасадів знято цегляне обличкування, перероблено склепіння, розібрано південну ризницю середини XVIII ст. 1989 рік, співавтори Іван Могитич, Володимир Швець.[4]
- Реставрація Золочівського замку.[1]
- Реставрація низки об'єктів у Львові. Це, зокрема, будинок № 9 на площі Ринок, костел Марії Сніжної, Королівський арсенал.[1]